# 立氏偽穗珊瑚
立氏偽穗珊瑚(學名:Pseudonephthea liltvedi)是偽穗珊瑚科的唯一一個物種，是單型的一種珊瑚，只分布於南非沿岸。珊瑚長的像樹狀，從明顯的莖上可以看到長出的大量分枝。立氏偽穗珊瑚是夜行性，而且觸手不能伸縮，伸出的出手的位置不在主莖或是主分支，而是在小莖的末端，觸手才會在此伸出。觸手的骨針與主莖的骨針有些許的差別，觸手的骨針長的是紡錘型、節狀的，而且不會形成尖頭，主莖的骨針長的不規則、輻射狀的。

## 生物學
在1988年Verseveldt和Williams發表了一個新的珊瑚物種在南非 (Litophyton liltvedi ) ，根據其生長形式將其歸為穗珊瑚科，其小莖上排列著不可伸縮的觸手，並且由於觸手缺乏支撐本體而被歸為錦花軟珊瑚屬 (Litophyton ) ，還有些其他方面與軟圓珊瑚屬 (Eunephthya) 相似。Williams和Lundsteny在2009年，重新將此生物歸類在絨羽軟珊瑚 (Gersemia) 。但是系統基因組學表明，此種不是絨羽軟珊瑚屬的一個種，反而與穗珊瑚科有比較類似，McFadden, van Ofwegen & Quattrini 直接歸類為單型物種。

## 命名
是以Pseudo (虛偽的)和Nephthea (穗珊瑚)，liltvedi 則是姓氏。

## 食性
是以浮游動物、浮游植物為食，肉食性。

## 資料來源
1. ↑  . www.marinespecies.org.   [2023-09-12]. （原始内容存档于2023-01-01）.
2. ↑  . www.gbif.org.   [2023-09-14] （英语）.
3. 1 2 3 4  . Systematic Biologist. October 2022,. DOI:10.18061/bssb.v1i3.8735.